# São Paulo Challenger 2 1988
Il São Paulo Challenger 2 1988 è stato un torneo di tennis facente parte della categoria ATP Challenger Series nell'ambito dell'ATP Challenger Series 1988. Il torneo si è giocato a San Paolo in Brasile dall'11 al 17 luglio 1988 su campi in terra rossa.

## Vincitori

### Singolare
Luiz Mattar ha battuto in finale  Cássio Motta con il punteggio di 7–5, 7–6

### Doppio
Givaldo Barbosa /  Ricardo Camargo hanno battuto in finale  Marcos Hocevar /  Alexandre Hocevar con il punteggio di 5–7, 7–6, 7–6